# Мендризио
Мендризио (итал. Mendrisio) — город в Швейцарии, в кантоне Тичино. Официальный код — 5242.
Население на 31 декабря 2019 года — 14 870 человек.

## История
14 апреля 2013 года в состав Мендризио вошли бывшие коммуны Лигорнетто, Мериде и Безацио.

## Спорт
В Мендризио дважды проходил Чемпионат мира по шоссейному велоспорту — 4 сентября 1971 и с 23 по 27 сентября 2009 года. Кэдел Эванс, который сам живет в районе Мендризио со своей семьей, выиграл золотую медаль в мужской групповой гонке.

## Известные люди
- Петер Цумтор — швейцарский архитектор, лауреат Притцкеровской премии 2009 года.
- Марио Ботта — швейцарский архитектор
- Паоло Менегуцци — певец и композитор
- Клей Регаццони — швейцарский автогонщик, вице-чемпион мира 1974 года в классе Формула-1.
- Микаэль Альбазини — швейцарский профессиональный шоссейный велогонщик